# Diritto di naufragio
Il diritto di naufragio era una pratica vigente nel Medioevo  che permetteva di impossessarsi di ogni bene od oggetto di un naufrago al signore possessore della terra dove è avvenuto il naufragio. Tale diritto era comune  a tutti i popoli del bacino del Mediterraneo.

## Storia
Il diritto era noto ai tempi degli imperatori Costantino I, Teodosio I e Onorio. L'imperatore Federico II si oppose a tale pratica  nella stipulazione della Costituzione del 1232, ma la rendeva ancora possibile come regalia dello Stato. 
Contro di essa si schierarono concili e bolle papali, arrivando perfino la scomunica papale. Sopravvisse sino agli accordi stipulati fra le repubbliche marinare italiane.